# Konkatedra bł. Jakuba Strzemię w Lubaczowie
Konkatedra bł. Jakuba Strzemię w Lubaczowie – postmodernistyczny kościół w Lubaczowie wybudowany w latach 1981–1987.
Pierwotnie świątynia była budowana jako przybudówka do eklektycznej prokatedry św. Stanisława Biskupa, która obecnie pełni funkcję Sanktuarium Matki Bożej Łaskawej.
W 1991 kościół bł. Jakuba Strzemię został konsekrowany przez papieża Jana Pawła II i podniesiony do godności konkatedry diecezji zamojsko-lubaczowskiej.